# École centrale de Lille
École centrale de Lille, fondată în 1854, este o universitate tehnică de stat din Lille (Franța).

## Secții
- Master

Domeniu: Inginerie 
- Doctorat

Domeniu: Inginerie Mecanică, Inginerie Civilă, Inginerie Electrică, Automatică, Tehnologia Informației, Procesare de semnal, Microelectronică, Nanotehnologie, Acustică, Telecomunicație
- Mastère Spécialisé
- MOOC.

## Profesori de vază

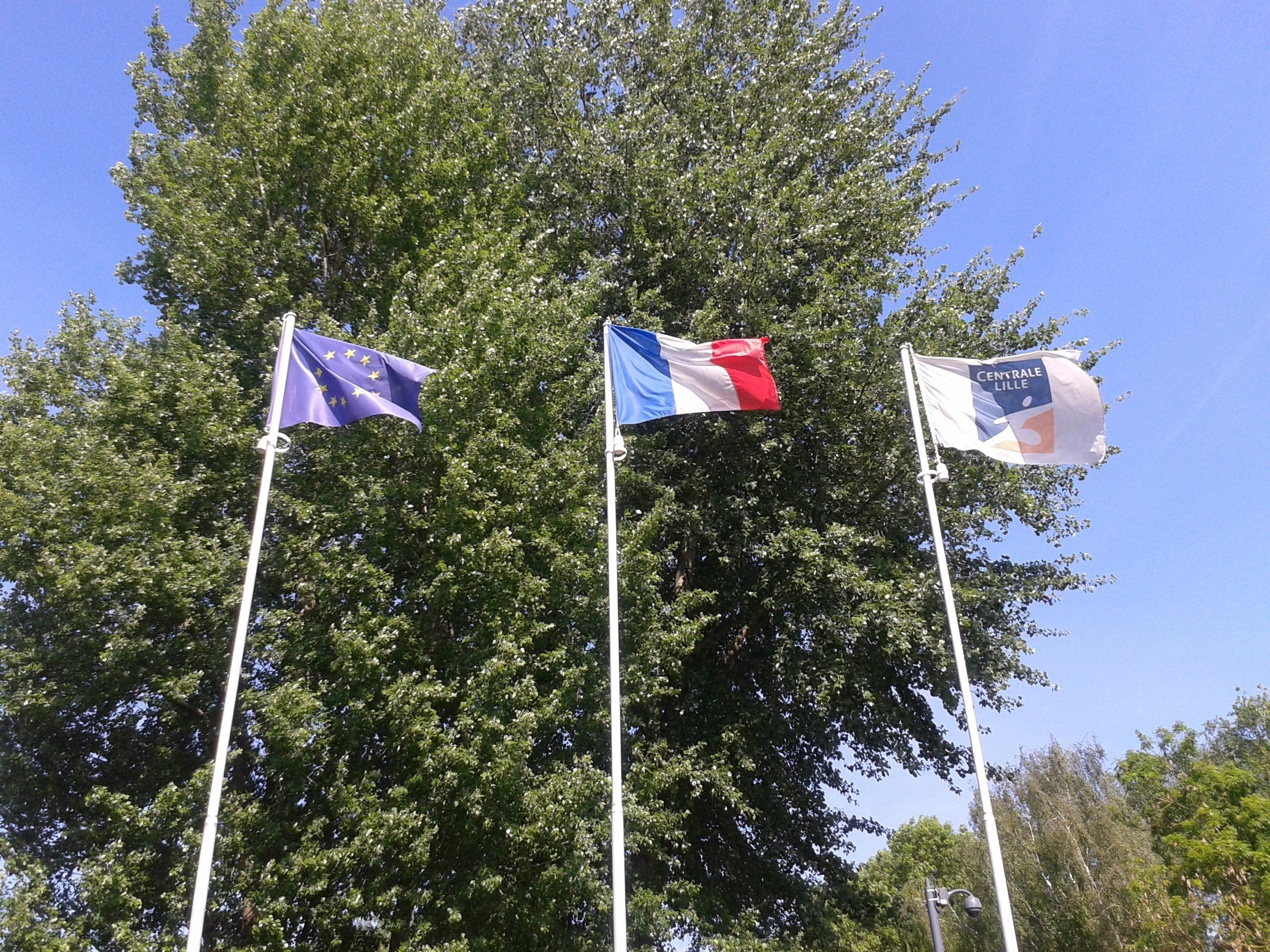

- Joseph Boussinesq
- Albert Châtelet